# آلسیو تاکیناردی
آلسیو تاکیناردی (به ایتالیایی: Alessio Tacchinardi) بازیکن فوتبال و اهل ایتالیا است که از سال ۱۹۹۵ میلادی عضو تیم ملی فوتبال ایتالیا بوده و در ۱۳ بازی ملی حضور داشته‌است. او در بازی‌های ملی‌اش گلی به ثمر نرساند.
آلسیو تاکیناردی آخرین بازی ملی خود را در سال ۲۰۰۳ میلادی انجام داد.